# مؤتمر الصحة العربية
الصحة العربية هو مؤتمر للرعاية الصحية ومعرض تجاري في الشرق الأوسط. حدث لأول مرة في دبي، الإمارات العربية المتحدة في عام 1975. ممثلون عن قطاع الرعاية الصحية يحضرون من الشرق الأوسط وآسيا وأوروبا والولايات المتحدة.[بحاجة لمصدر]

## تحرير المعرض والمؤتمر
يعد المؤتمر أحد أكبر المؤتمرات الطبية في العالم. يتم دعم الصحة العربية من قبل وزارة الصحة في دولة الإمارات العربية المتحدة، وهيئة الصحة في أبوظبي، وهيئة الصحة في دبي، وهيئة مدينة دبي للرعاية الصحية.

## أهمية المؤتمر
يقوم  المؤتمر بتيسير الحوار بين التجار والموزعين والأطراف الفاعلة ومسؤولي المبيعات وتطوير أعمال الباحثين عن التوسع في محافظ منتجاتهم وخدماتهم ويشهد مؤتمر الصحة العربية كل عام إبرام اتفاقيات مهمة في مجال الرعاية الصحية

## جوائز
يتم منح جوائز للابتكار والإنجاز في هذه الصناعة.
وهي تشمل جوائز للأشعة والجراحة والعمل المختبري والرعاية التي تركز على المريض والأطباء.

## قائمة المؤتمرات
| السنة | الفترة              | المكان                   |
| ----- | ------------------- | ------------------------ |
| 2010  | 25 – 28 يناير       | مركز دبي التجاري العالمي |
| 2011  | 24 – 27 يناير       | مركز دبي التجاري العالمي |
| 2012  | 23 – 26 يناير       | مركز دبي التجاري العالمي |
| 2013  | 28 – 31 يناير       | مركز دبي التجاري العالمي |
| 2014  | 27 – 30 يناير       | مركز دبي التجاري العالمي |
| 2015  | 26 – 29 يناير       | مركز دبي التجاري العالمي |
| 2016  | 25 – 28 يناير       | مركز دبي التجاري العالمي |
| 2017  | 30 يناير – 2 فبراير | مركز دبي التجاري العالمي |
| 2018  | 29 يناير – 1 فبراير | مركز دبي التجاري العالمي |
| 2019  | 28 – 31 يناير       | مركز دبي التجاري العالمي |
| 2020  | 27 – 30 يناير       | مركز دبي التجاري العالمي |
| 2021  | 21 – 24 يونيو       | مركز دبي التجاري العالمي |
| 2022  | 24 – 27 يناير       | مركز دبي التجاري العالمي |
| 2023  | 30 يناير – 2 فبراير | مركز دبي التجاري العالمي |
| 2024  | 29 يناير – 1 فبراير | مركز دبي التجاري العالمي |